# محمد سلامة (مخرج)
محمد سلامة (25 مايو 1986)، مخرج مصري.

## حياته
حاصل على بكالوريوس التجارة ولم يدرس السينما، بدأ العمل في صناعة الأفلام القصيرة في سنة 2011 وكان أول أعماله فيلم (الطرحة) وكانت مدته دقيقة، وفي عام 2015 شارك فيلم اللعبة في مهرجان الإسكندرية في المسابقة الرسمية وكان من تأليفه واخراجه وقام أيضا بإخراج بعض الإعلانات والفيديو كليب وشارك كمخرج للوحدة الثانية في مسلسل الأب الروحي الجزء الأول.
أول مسلسل درامي قام به كان مسلسل رحيم عرض في رمضان 2018 وحقق نجاحا في مصر والوطن العربي ونسبة مشاهدة كبيرة. المسلسل من تأليف محمد إسماعيل أمين وإنتاج شركة فنون مصر وبطولة ياسر جلال وشارك فيه مجموعة من الممثلين النجوم أبرزهم الممثلة نور وحسن حسني، محمد رياض، صبري فواز ودينا.
تطور سلامة في الآونة الاخيرة وقدم عدة أعمال مهمة منها مسلسل موسي من بطولة محمد رمضان والذي ناقش الأحداث في صعيد مصر في فترة الأربعينيات وكان العمل بمثابة لوحات فنية ومن أشهر حلقات العمل حلقة الفيضان، حيث عبر سلامة عنه بشكل احترافي لم يقدم من قبل في الدراما المصرية أو السينما المصرية .
قدم سلامة مسلسل راجعين يا هوى عن رائعة اسامة أنور عكاشة والذي كان في الاصل مسلسل إذاعي إلى مسلسل تلفزيوني عرض في شهر رمضان 2022 وحقق نجاح باهر وكان من بطولة خالد النبوي وحصل المسلسل على جائزتين في مهرجان الدراما الاول، جائزة أفضل وجه صاعد وحصل عليها نور النبوى وجائزة أفضل عمل كوميدي في دراما رمضان 2022.
قدم محمد سلامة مسلسل الكتيبة 101 (مسلسل) رمضان 2023 الذي يعرض بطولات الجيش المصري وشارك فيه عدد كبير من الفنانين منهم عمرو يوسف وآسر ياسين ولبلبة وغيرهم.

## أعماله
- الطرحة (فيلم قصير) 2011
- انا طالع الفضاء (فيلم قصير) 2012
- اللعبة (فيلم قصير) 2014
- الأسطورة 69 (فيلم قصير) 2014
- رحيم[3][4] (مسلسل) 2018
- الأبواب المغلقة جورج قرداحي (برنامج) 2019
- نصيبي وقسمتك (مسلسل) 2020
- شريط 6 (فيلم) تحت التحضير 2020
- الحرامي (مسلسل) 2020
- موسي[5] (مسلسل) رمضان 2021
- الجدار الرابع (مسلسل) 2021
- ستات بيت المعادي (مسلسل) 2022
- راجعين يا هوى (مسلسل)[6] رمضان 2022
- الكتيبة 101 (مسلسل) رمضان 2023[7]